# Vulmara drostana
Vulmara drostana är en fjärilsart som beskrevs av William Schaus 1924. Vulmara drostana ingår i släktet Vulmara och familjen björnspinnare. Inga underarter finns listade i Catalogue of Life.